# Pleasant Grove (Maryland)
Pleasant Grove – jednostka osadnicza w Stanach Zjednoczonych, w stanie Maryland, w hrabstwie Allegany.